# سفارت کوبا در لندن
سفارت کوبا در لندن (به انگلیسی: Embassy of Cuba) یک سفارت در بریتانیا است که در لندن واقع شده‌است.